# Ingrid Brynolf
Ingrid Brynolf Eriksson, född 26 maj 1910 i Nässjö, död 26 juli 2008 i Malmö, var en svensk kommunalpolitiker, tandläkare och odontologie doktor, huvudsakligen verksam i Umeå och Malmö.

## Biografi
Ingrid Brynolf tog 1929 studenten i Växjö och började därefter på Tandläkareinstitutet i Stockholm, som var landets enda tandläkarutbildning. Hon tog examen 1934 och gifte sig två år senare med latinlektorn Nils Eriksson (1907–1981). Paret flyttade till Umeå där maken fått tjänst på Umeå högre allmänna läroverk, där han senare blev rektor.

### Bildningsivrare i Umeå
Under sin tid i Umeå, åren 1936–1950, hann Ingrid Brynolf sätta bestående avtryck. Åren 1938–1948 var hon vice ordförande för lokalavdelningen av Yrkeskvinnors klubb. I Västerbottens tandläkareförening var hon åren 1942–1946 sekreterare och 1946–1948 vice ordförande. Åren 1947–1950 tog hon plats i Umeå stadsfullmäktige för högerpartiet.

### Högskoleutbildning i norr
Makarna Brynolf-Eriksson var några av de första att föra fram tanken på ett universitet i Umeå, inte minst genom Nils Erikssons föredrag för Umeå tjänstemannasällskap i november 1945, betitlat "Bör ett norrländskt universitet anses som en utopi"? Det centrala i föredraget var inte lektorns eget område utan hustruns: behovet av tandläkarutbildning och uppbyggnad av en medicinsk fakultet.
Ord i rättan tid, med tanke på att regeringen i juni samma föreslagit riksdagen att inrätta ett andra tandläkarinstitut i landet. Makarna fick av fältläkaren och högerpolitikern Per Lundgren i uppdrag att skriva en riksdagsmotion, som lämnades in av Carl Lindmark från Drängsmark och undertecknades av bland andra Gösta Skoglund. Motionen avslogs, men trion Brynolf-Eriksson-Lundgren reste 1946 till Stockholm för att övertyga ecklesiastikdepartementet och Medicinalstyrelsen om det lämpliga i att komplettera Umeå lasarett med en tandläkarutbildning.

### Biblioteksfrågan
I samma veva sammankallade Norrlandskommittén representanter för de norrländska tandläkarföreningarna i Umeå, där Ingrid Brynolf och Edvin Porat – sekreterare och ordförande i tandläkarföreningen – fick tillfälle att framhålla betydelsen av att ha odontologisk litteratur samlad även i Norrland. 1947 fick de båda även besvara kommitténs fråga om Umeås lämplighet för en ny tandläkarutbildning, vilket de givetvis besvarade jakande. Redan nästa år föreslog Norrlandskommittén just Umeå som centralort för norrländsk sjukvård, inklusive tandvård och viss tandläkarutbildning.
Makarna Brynolf-Eriksson fortsatte att engagera sig i upprop och insamlingar till förmån för ett vetenskapligt bibliotek i Umeå, och när regeringen till sist (1951) avgjorde frågan var det också i praktiken avgjort var i Norrland den medicinska utbildningen skulle placeras. 1956 invigdes Tandläkarinstitutet i Umeå, 1958 den Medicinska högskolan och 1965 Umeå universitet.

### Käkledsexpert i Malmö
År 1949 fick Ingrid Brynolf tjänsten som chef för avdelningen för oral diagnostik vid den nyinrättade Tandläkarhögskolan i Malmö. Hon började studera medicin, tog licentiatexamen 1957 och disputerade 1967 för odontologie doktorsgrad vid Lunds universitet med avhandlingen A histological and roentgenological study of the periapical region of human upper incisors, där hon genom röntgenanalys diagnosticerade infektionsproblem i samband med rotfyllning av tänder. Senare studerade hon hur huvudvärk och annan smärta kunde ha samband med bett och käkledsbesvär.
Makarna Brynolf-Eriksson är begravda på Limhamns kyrkogård i Malmö.

## Avhandling
- Brynolf, Ingrid (1967) (på engelska). A histological and roentgenological study of the periapical region of human upper incisors: by Ingrid Brynolf. Odontologisk revy. Supplement, 0472-5131 ; 11. Lund. Libris 866231